# Spojené státy americké na Letních olympijských hrách 1936
Spojené státy americké na Letních olympijských hrách v roce 1936 v německém Berlíně reprezentovalo 359 sportovců, z toho 46 žen a 313 mužů, ve 21 sportech.

## Medailisté
| Medaile | Jméno | Sport           | Soutěž                              |
| ------- | --- | --------------- | ----------------------------------- |
| Zlato   | Jesse Owens | Atletika        | Muži 100 m                          |
| Zlato   | Jesse Owens | Atletika        | Muži 200 m                          |
| Zlato   | Jesse Owens | Atletika        | Muži skok daleký                    |
| Zlato   | Archie Williams | Atletika        | Muži 400 m                          |
| Zlato   | John Woodruff | Atletika        | Muži 800 m                          |
| Zlato   | Forrest Towns | Atletika        | Muži 110 m překážek                 |
| Zlato   | Glenn Hardin | Atletika        | Muži 400 m překážek                 |
| Zlato   | Jesse Owens Ralph Metcalfe Foy Draper Frank Wykoff | Atletika        | Muži štafeta 4 × 100 m              |
| Zlato   | Cornelius Johnson | Atletika        | Muži skok vysoký                    |
| Zlato   | Earle Meadows | Atletika        | Muži skok o tyči                    |
| Zlato   | Ken Carpenter | Atletika        | Muži hod diskem                     |
| Zlato   | Glenn Morris | Atletika        | Muži desetiboj                      |
| Zlato   | Helen Stephensová | Atletika        | Ženy 100 m                          |
| Zlato   | Harriet Bland Annette Rogers Elizabeth Robinsonová Helen Stephensová | Atletika        | Ženy štafeta 4 × 100 m              |
| Zlato   | Sam Balter Ralph Bishop Joe Fortenberry Tex Gibbons Francis Johnson Carl Knowles Frank Lubin Art Mollner Donald Piper Jack Ragland Willard Schmidt Carl Shy Duane Swanson Bill Wheatley | Basketbal       | Turnaj mužů                         |
| Zlato   | Richard Degener | Skoky do vody   | Muži prkno 3 m                      |
| Zlato   | Marshall Wayne | Skoky do vody   | Muži věž 10 m                       |
| Zlato   | Marjorie Gestring | Skoky do vody   | Ženy prkno 3 m                      |
| Zlato   | Dorothy Poynton-Hill | Skoky do vody   | Ženy věž 10 m                       |
| Zlato   | Herbert Morris Charles Day Gordon Adam John White James McMillin George Hunt Joseph Rantz Donald Hume Robert Moch                                                                       | Veslování       | Muži osmiveslice                    |
| Zlato   | Jack Medica | Plavání         | Muži 400 m volný způsob             |
| Zlato   | Adolph Kiefer | Plavání         | Muži 100 m znak                     |
| Zlato   | Anthony Terlazzo | Vzpírání        | Muži do 60 kg                       |
| Zlato   | Frank Lewis | Zápas           | Muži volný styl do 72 kg            |
| Stříbro | Ralph Metcalfe | Atletika        | Muži 100 m                          |
| Stříbro | Matthew Robinson | Atletika        | Muži 200 m                          |
| Stříbro | Glenn Cunningham | Atletika        | Muži 1 500 m                        |
| Stříbro | Harold Cagle Robert Young Edward O’Brien Alfred Fitch | Atletika        | Muži štafeta 4 × 400 m              |
| Stříbro | David Albritton | Atletika        | Muži skok vysoký                    |
| Stříbro | Gordon Dunn | Atletika        | Muži hod diskem                     |
| Stříbro | Bob Clark | Atletika        | Muži desetiboj                      |
| Stříbro | Jack Wilson | Box             | Muži do 53,5 kg                     |
| Stříbro | Marshall Wayne | Skoky do vody   | Muži prkno 3 m                      |
| Stříbro | Elbert Root | Skoky do vody   | Muži věž 10 m                       |
| Stříbro | Katherine Rawls | Skoky do vody   | Ženy prkno 3 m                      |
| Stříbro | Velma Dunn | Skoky do vody   | Ženy věž 10 m                       |
| Stříbro | Earl Foster Thomson | Jezdectví       | Jezdecká všestrannost - jednotlivci |
| Stříbro | Charles Leonard | Moderní pětiboj | Muži jednotlivci                    |
| Stříbro | Jack Medica | Plavání         | Muži 1500 m volný způsob            |
| Stříbro | Al Vande Weghe | Plavání         | Muži 100 m znak                     |
| Stříbro | Ralph Flanagan John Macionis Jack Medica Paul Wolf | Plavání         | Muži štafeta 4 × 200 m volný způsob |
| Stříbro | Ross Flood | Zápas           | Muži volný styl do 56 kg            |
| Stříbro | Francis Millard | Zápas           | Muži volný styl do 61 kg            |
| Stříbro | Richard Voliva | Zápas           | Muži volný styl do 79 kg            |
| Bronz   | James Lu Valle | Atletika        | Muži 400 m                          |
| Bronz   | Frederick Pollard | Atletika        | Muži 110 m překážek                 |
| Bronz   | Delos Thurber | Atletika        | Muži skok vysoký                    |
| Bronz   | John Parker | Atletika        | Muži desetiboj                      |
| Bronz   | Louis Laurie | Box             | Muži do 50,8 kg                     |
| Bronz   | Ernest Riedel | Kanoistika      | Muži K1 10 000 m                    |
| Bronz   | Alan Greene | Skoky do vody   | Muži prkno 3 m                      |
| Bronz   | Dorothy Poynton-Hill | Skoky do vody   | Ženy prkno 3 m                      |
| Bronz   | Daniel Barrow | Veslování       | Muži skif                           |
| Bronz   | Lenore Wingard | Plavání         | Ženy 400 m volný způsob             |
| Bronz   | Alice Bridges | Plavání         | Ženy 100 m znak                     |
| Bronz   | Mavis Freeman Bernice Lapp Olive McKean Katherine Rawls | Plavání         | Ženy štafeta 4 × 100 m volný způsob |